# 대한민국 민법 제111조
대한민국 민법 제111조는 의사표시의 효력발생시기에 대한 민법 총칙상 조문이다. 발신주의가 아닌 도달주의 원칙을 선언하고 있는데 본 조항에서 도달이란 사회관념상 채무자가 통지의 내용을 알 수 있는 객관적 상태에 놓여 있다고 인정되는 상태를 의미하며, 채무자가 현실적으로 수령하였다거나 그 통지의 내용을 알았을 것까지는 필요로 하지 않는다. 판례는 우편에 의한 의사표시의 발송만으로는 상대방에게 도달한 것으로 추정되지 않으며 이와는 다르게 내용증명 우편의 경우 발송되고 반송되지 아니하였다면, 송달되었다고 본다 발신주의를 채택한 영미법의 우편함의 법칙과 구분된다.
단 법이 정한 예외나 격지자 사이의 계약은 승낙의 통지를 발송한 때에서 성립한다.

## 조문
제111조(의사표시의 효력발생시기) ① 상대방이 있는 의사표시는 상대방에게 도달한 때에 그 효력이 생긴다.

② 의사표시자가 그 통지를 발송한 후 사망하거나 제한능력자가 되어도 의사표시의 효력에 영향을 미치지 아니한다.

## 사례
- 병원에서 암 진단을 받은 사실이 있어 보험회사에 암 진단에 따른 보험금을 신청했더니 보험회사는 5년 동안 납입해오던 암 보험이 작년말에 보험료 미납으로 실효처리되었다고 하였는데 당시 보험회사는 실효처리에 대하여 어떠한 연락도 없었던 경우, 보험회사의 최고통지는 상대방에게 도달해야만 그 효력이 발생하게 되는데 상대방에게 최고통지가 도달했다는 것은 증거에 의해 보험회사가 입증해야 하며 만약 보험회사가 이를 입증하지 못하는 경우에는 상법 제650조 제2항 소정의 절차에 따라 적법하게 해지되었다고 볼 수 없어 보험회사의 해지처리는 무효가 된다[4].

## 판례
- 채권양도의 통지는 채무자에게 도달됨으로써 효력이 발생하는 것이다.[5]
- 상대방 있는 행정처분은 그 의사표시가 상대방에게 도달되어야 그 효력을 발생한다[6]
- 납세의무자가 거주하지 아니하는 주민등록상 주소지로 납세고지서를 등기우편으로 발송한 후 반송된 사실이 없는 경우, 송달은 적법하지 않다[7]
- 최고의 의사표시가 기재된 내용증명 우편물이 발송되고 반송되지 아니하였다면 특별한 사정이 없는 한 이는 그 무렵에 송달되었다고 볼 것이다[8].

## 같이 보기
- 도달주의
- 발신주의
- 우편함의 법칙
- 대한민국 민법 제531조
- 대한민국 민법 제528조
- 대한민국 민법 제529조